# بخش کوروچانسکی
بخش کوروچانسکی (به لاتین: Korochansky District) یک منطقهٔ مسکونی در روسیه است که در استان بیلگاراد واقع شده‌است.